# Tujetsch

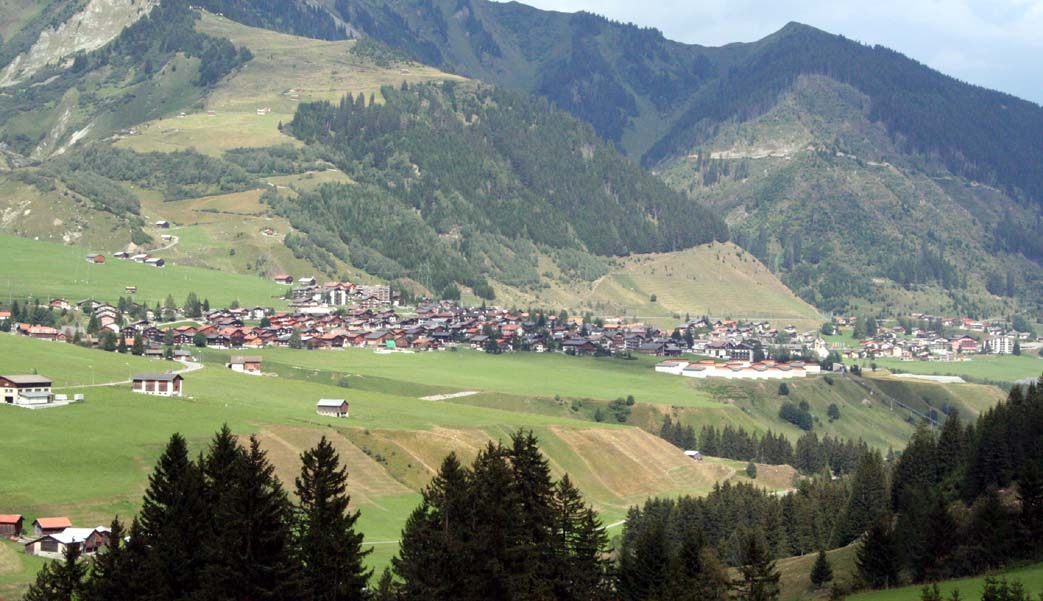
Satul Sedrun

Tujetsch (germană: Tavetsch) este o comună situată la altitudinea de 1.450 m, cu 1838 loc. (în 2008) și care ocupă o suprafață de 133.91 km². Din punct de vedere politico-administrativ comuna centrul în Sedrun și se află amplasat în districtul Surselva, cantonul Graubünden.

## Date geografice
Comuna se află în apropiere de izvorul Rinului Anterior, pasul Oberalppass, lacul Tomasee  (2345 m) și de granița cu cantonul Uri și cantonul Tessin. De comună aparțin localitățile Tschamut, Selva, Dieni, Rueras, Zarcuns, Camischolas, Gonda, Sedrun, Bugnei, Surrein și Cavorgia.

## Evoluția populației
| Anul     | 1718 | 1835 | 1900 | 1960 | 1980 | 2003 |
| Nr. loc. | 832  | 1121 | 810  | 1957 | 1547 | 1739 |

Locuitorii vorbesc dialectul retoroman tuatschin.

## Economie
În regiune există pășuni alpine și terenuri agricole, ce ocupă ca. 700 ha, păduri 1351 ha. Industria locală este industria de prelucrare a lemnului. Turismul a devenit în ultimul timp o sursă importantă de venit a regiunii.